# Leendert de Ridder
Pour les articles homonymes, voir De Ridder.
Leendert de Ridder, né le 8 février 1990 à Krimpen aan de Lek, est un acteur et présentateur néerlandais.

## Filmographie

### Cinéma
- 2010 : Sterke verhalen (nl) : Jonathan
- 2013 : Uitgesproken de Dylan Tonk et Lazlo Tonk : Tim[2]
- 2014 : Wonderbroeders (nl) : Jongen in rolstoel
- 2015 : Boys on Film 13: Trick & Treat : Tim
- 2016 : Lazlo Tonk de Aniëlle Webster : Mees Kees[3]

### Téléfilms
- 2013 : Malaika (nl) : Martijn Donkers
- 2013 : VRijland (nl) : Louis
- 2013-2014 : Efteling TV: Het mysterie van... (nl): Milo Torenvalk
- 2015-2016 : Ghost Rockers (nl) : Robin
- Depuis 2017 :Mees Kees (nl) : Mees Kees

## Animation
- Depuis 2018 : De Mees Kees Kwis : Présentateur